# Helle Michaelsen
Helle Michaelsen (født 2. november 1968 i Aalborg) er en dansk skuespillerinde, pornomodel, model og Playboy Playmate for dets august 1988-udgivelse. Hun har ligeledes optrådt i en del Playboy-videoer.

## Playboy-optrædener
- Playboy's Book of Lingerie Vol. 5., januar 1989.
- Playboy's Playmate Review Vol. 5, juni 1989 – siderne 68-75.
- Playboy's Girls of Summer '89 august 1989.
- Playboy's Book of Lingerie Vol. 10, november 1989.
- Playboy's Book of Lingerie'Vol. 15, september 1990.
- Playboy's International Playmates Vol. 2, marts 1993.
- Playboy's Playmates in Paradise marts 1994 – siderne 30-33.
- Playboy's Winter Girls februar 1996.
- Playboy's Celebrating Centerfolds Vol. 1, december 1998 – side 9.

## Filmografi
- Beach Fever (1987)
- Elvis Hansen, en samfundshjælper (1988)
- Russian Terminator (1989)
- Grottmorden (1990)
- Bananen - skræl den før din nabo (1990)
- Michelle (1993)
- Baywatch (1994)
- The Sand Angels (1996)